# Mount Ganymede
Mount Ganymede ist mit 1030 m der höchste Berg in den Ganymede Heights auf der Alexander-I.-Insel westlich der Antarktischen Halbinsel. Er ragt zwischen dem Jupiter-Gletscher und dem Ablation Valley auf.
Das UK Antarctic Place-Names Committee benannte ihn 2002 in Verbindung mit dem ihn beheimatenden Gebirge nach dem Jupitermond Ganymed.